# PYY 3-36

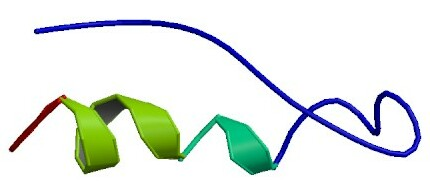
PDB-voorstelling van het peptide PYY

PYY 3-36, oftewel PYY, is een hormoon dat de eetlust onderdrukt. Het wordt door de dunne darm geproduceerd als deze gestimuleerd wordt door voedselinname. PYY 3-36 is de tegenhanger van ghreline, het hormoon dat door de maag geproduceerd wordt om eetlust te stimuleren. In dierproeven is geprobeerd proefdieren met PYY te injecteren om de eetlust tegen te werken. De resultaten waren succesvol maar hebben nog niet geresulteerd in medicijnen voor mensen.